# Ocellus
Een ocellus, mv: ocelli (of bijoog of puntoog) is een enkelvoudig oog dat bij talrijke diergroepen voorkomt. De naam is Latijn voor oogje.

## Insecten
Insecten hebben in het basisplan van hun anatomie drie ocelli op het voorhoofd, naast de samengestelde ogen (facetogen) waarmee de meeste soorten hun omgeving kunnen waarnemen.
Hoewel ze licht en donker kunnen onderscheiden zijn ze qua beeldvorming optisch inferieur aan de samengestelde ogen. De functie van ocelli is in veel gevallen niet goed begrepen. De ocelli kunnen bij veel insecten ook ontbreken. Ook insectenlarven hebben soms ocelli.

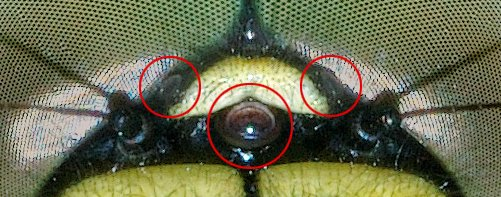
Blauwe glazenmaker - bijogen
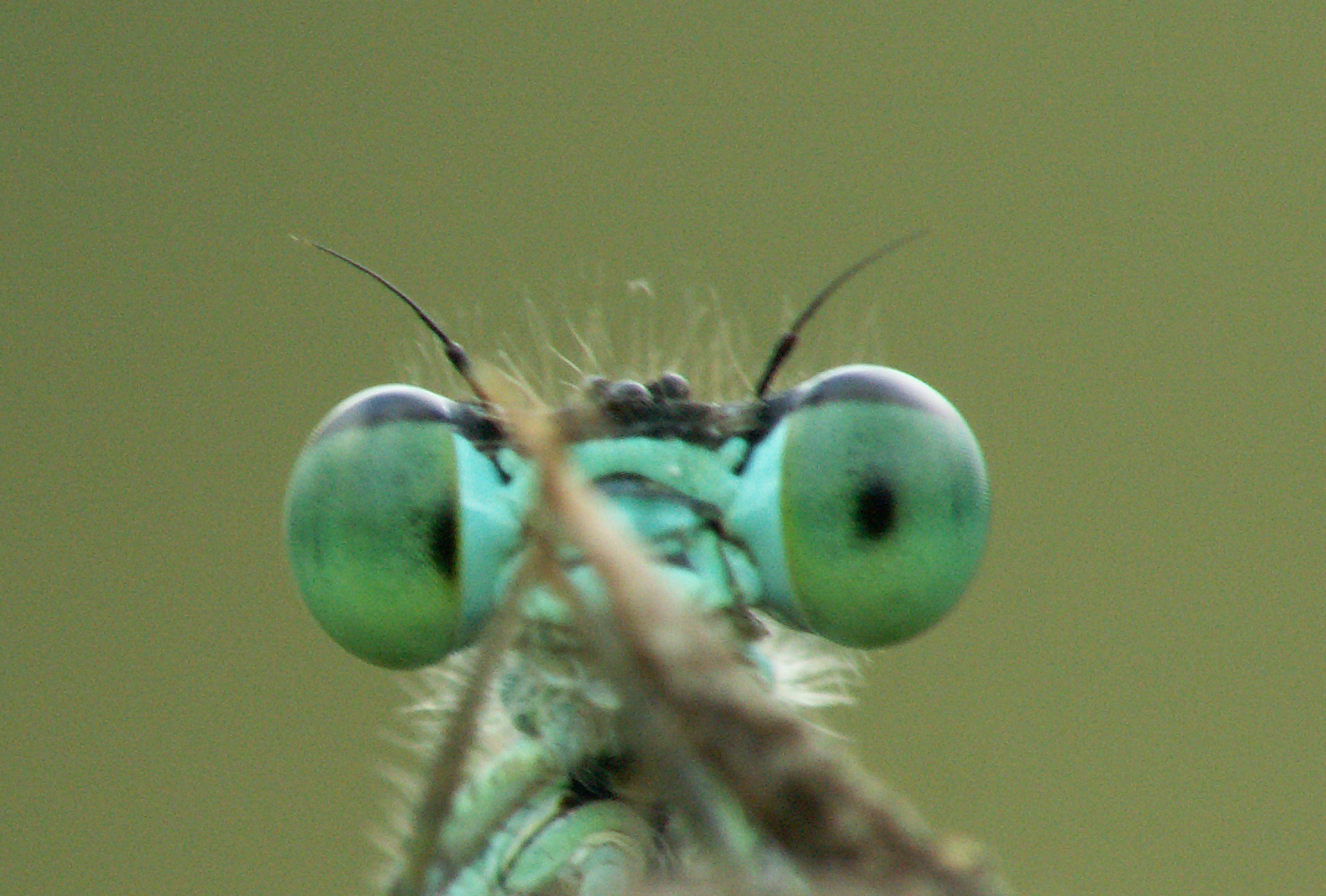
Lantaarntje met drie bijogen tussen de samengestelde ogen
Diagram